# Armoiries des îles Pitcairn
 (août 2009).
Si vous disposez d'ouvrages ou d'articles de référence ou si vous connaissez des sites web de qualité traitant du thème abordé ici, merci de compléter l'article en donnant les références utiles à sa vérifiabilité et en les liant à la section « Notes et références ».

Les armoiries des Îles Pitcairn furent adoptées le 4 novembre 1969. Elles sont composées d'un champ d'azur coupé à la pointe de sinople avec les bords supérieurs d'or et une ancre d'or. Le tout est surmonté d'un heaume de sinople et d'or, surmonté d'une chimère avec une forme de brouette sur laquelle apparaît une fleur.
L'ancre représente le navire HMAV Bounty que subirent les mutins en 1789. Les membres de l'équipage cherchèrent refuge dans l'unique île actuellement habitée de l'archipel, car la majeure partie de la population est descendante de ces mutins.
L'azur et le sinople représentent l'océan Pacifique.